# مالابو
مالابو (به انگلیسی: Malabo) پایتخت کشور گینه استوایی است.

## اقتصاد

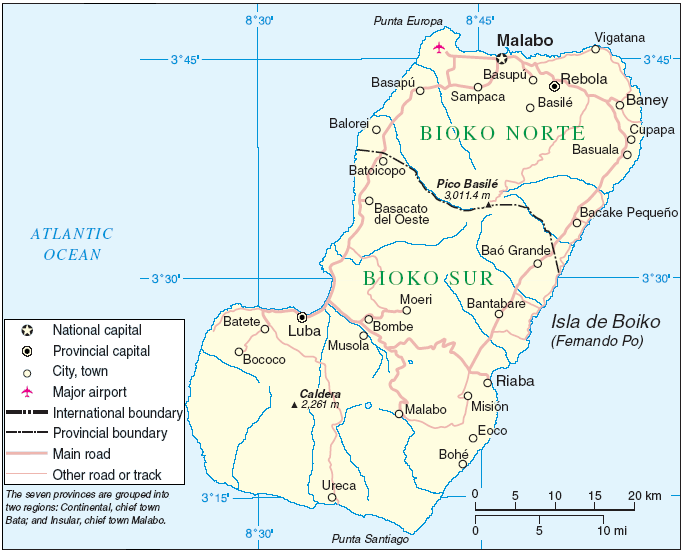
جزیره بیوکو

کشف نفت تأثیر بزرگی بر اقتصاد این شهر داشت چنان‌که با دستیابی این کشور به تولید ۳۶۰ هزار بشکه نفت در روز، جمعیت شهر مالابو نیز دو برابر شد.
ولی به‌طور کل مقدار کمی از این درآمد در زمینهٔ پیشرفت شاخص‌های انسانی هزینه شده‌است.